# Lucius Iulius Graecinus
Lucius Iulius Graecinus († Ende 39 oder 40 n. Chr.) war ein Politiker der frühen Römischen Kaiserzeit und Agrarschriftsteller.

## Leben
Lucius Iulius Graecinus stammte aus Forum Iulii (dem heutigen Fréjus) und hatte anfangs den Rang eines Ritters. Er wurde während der Regierungszeit des Kaisers Tiberius ein Mitglied des Senats und bekleidete die Ämter eines Volkstribunen und Prätors. Verheiratet war er mit Iulia Procilla und hatte mit ihr den Sohn Gnaeus Iulius Agricola, den späteren Schwiegervater des berühmten römischen Historikers Tacitus. Als rechtschaffener, prinzipientreuer Mann wurde er von Seneca gelobt. Nachdem Caligula Kaiser geworden war und Graecinus aufforderte, Anklage gegen Marcus Iunius Silanus zu erheben, führte Graecinus’ Weigerung zu seiner Hinrichtung auf Caligulas Befehl. Sein Grabmal wurde wahrscheinlich auf dem Esquilin in Rom errichtet.

## Schriftstellerisches Werk
Der hochgebildete Graecinus trat auch als Agrarschriftsteller hervor. Er verfasste ein nicht erhaltenes Werk über den Weinbau, das zwei Bücher umfasste. Laut dem älteren Plinius soll er dabei Celsus als Ausgangsbasis genommen haben. Das Werk des Graecinus diente jedenfalls Columella als wichtige Quelle für seine Bücher über den Weinbau, wobei er Graecinus bisweilen wörtlich abschrieb. Plinius gibt an, dass Graecinus zu den Gewährsmännern zählte, die er für die Abfassung der Bücher 14–18 seiner Naturalis historia verwendete, zitiert ihn allerdings nicht häufig namentlich im Text.